# Palling
Palling – miejscowość i gmina w południowo-wschodnich Niemczech, w kraju związkowym Bawaria, w rejencji Górna Bawaria, w regionie Südostoberbayern, w powiecie Traunstein. Leży około 15 km na północ od Traunsteinu.

## Demografia
| Rok  | Liczba mieszk. |
| ---- | -------------- |
| 1970 | 2 549          |
| 1987 | 2 905          |
| 2000 | 3 321          |
| 2005 | 3 543          |

### Struktura wiekowa
Dane o ludności z 31 grudnia 2008:
| Opis                                | Ogółem | Ogółem | Kobiety | Kobiety | Mężczyźni | Mężczyźni |
| ----------------------------------- | ------ | ------ | ------- | ------- | --------- | --------- |
| Jednostka                           | osób   | %      | osób    | %       | osób      | %         |
| Populacja                           | 3362   | 100    | 1678    | 49,91   | 1684      | 50,09     |
| Wiek przedprodukcyjny (0–17 lat)    | 690    | 20,52  | 332     | 9,88    | 358       | 10,65     |
| Wiek produkcyjny (18–65 lat)        | 2056   | 61,15  | 976     | 29,03   | 1080      | 32,12     |
| Wiek poprodukcyjny (powyżej 65 lat) | 616    | 18,32  | 370     | 11,01   | 246       | 7,32      |

## Polityka
Wójtem gminy jest Josef Jahner z UWG, rada gminy składa się z 16 osób.
|      | CSU | UWG | ANL | FWG | Razem |
| 2008 | 3   | 5   | 4   | 4   | 16    |
| 2002 | 3   | 4   | 5   | 4   | 16    |

## Oświata
W gminie znajduje się przedszkole (75 miejsc) oraz szkoła podstawowa z częścią Hauptschule (9 nauczycieli, 155 uczniów).